# Guy Brasfield Park
Guy Brasfield Park, född 10 juni 1872 i Platte City, Missouri, död 1 oktober 1946 i Jefferson City, Missouri, var en amerikansk demokratisk politiker. Han var Missouris guvernör 1933–1937.
Park avlade 1896 juristexamen vid University of Missouri och inledde därefter sin karriär som advokat. Han var åklagare i Platte County 1906–1910. Mellan 1923 och 1932 tjänstgjorde han som domare.
Park efterträdde 1933 Henry S. Caulfield som Missouris guvernör och efterträddes 1937 av Lloyd C. Stark.
Park avled 1946 och gravsattes på Platte City Cemetery.